# Villeneuve-d’Ascq
Villeneuve-d’Ascq ist eine französische Stadt mit 62.342 Einwohnern (Stand: 1. Januar 2022) in der Metropolregion Lille im Département Nord in der Region Hauts-de-France.

## Geografie

### Lage
Die Stadt Villeneuve-d’Ascq gehört zur Metropolregion Lille und der weiteren grenzüberschreitenden belgisch-französischen Eurometropole Lille–Kortrijk–Tournai und liegt unmittelbar an der südöstlichen Grenze der Großstadt Lille und 20 Kilometer westlich der Grenze zu Belgien. Etwa 10 km² des Stadtgebiets sind Grünfläche, Wald, Gewässer oder landwirtschaftliche Nutzfläche. Im Norden und Nordosten bildet das Flüsschen Marque die Stadtgrenze von Villeneuve-d’Ascq.
Umgeben wird Villeneuve-d’Ascq von den Nachbargemeinden und -städten Wasquehal und Croix im Norden, Hem im Nordosten, Forest-sur-Marque, Sailly-lez-Lannoy, Willems, Chéreng (Berührungspunkt) und Tressin im Osten, Anstaing im Südosten, Sainghin-en-Mélantois im Süden, Lezennes und Lesquin (Berührungspunkt) im Südwesten, Lille im Westen sowie Mons-en-Barœul im Westen und Nordwesten. Mit den meisten dieser Nachbarorte ist Villeneuve-d’Ascq baulich zusammengewachsen.

### Stadtgliederung
Neben den alten Ortschaften Annappes, Ascq und Flers gehören zum Stadtgebiet die Quartiere Babylone, Brigode, Château, Cité Scientifique. Cousinerie, Croix de Wallers, Hempempont, Hôtel de Ville, Pont de Bois, Poste. Prés. Recueil, Résidence, Sart und Triolo.

## Geschichte
Das Dorf Ascq wurde erstmals als Asnapio zur Zeit Karls des Großen urkundlich erwähnt. Es gehörte jahrhundertelang zur Grafschaft Flandern bzw. zum Herzogtum Burgund, seit dem Vertrag von Aachen von 1668 war Ascq Teil Frankreichs. Nach einem etymologischen Wörterbuch (Dauzat/Rostaing) kommt der Name Ascq aus dem flämischen ask, was auf Deutsch „Esche“ bedeutet.
Während des Zweiten Weltkrieges verübte in der Nacht vom 1. zum 2. April 1944 eine Kampfgruppe der 12. SS-Panzer-Division „Hitlerjugend“ das Massaker von Ascq, dem 86 Menschen zum Opfer fielen. An dieses Massaker erinnert seit 2005 ein Mahnmal.
Die Trabantenstadt Villeneuve-d’Ascq wurde 1970 gegründet. Die neue Stadt vereint die Dörfer Ascq (flämisch Ast), Annappes und Flers-lez-Lille (niederländisch Laar) und wuchs in den Jahren darauf kontinuierlich.
Villeneuve-d’Ascq wird als Technopole Verte („Grüne Technologiestadt“) vermarktet, was durch das Stadtlogo symbolisiert wird: Eine blaue Kugel (Technologie) neben einem grünen Blatt (Respekt für die Umwelt).

## Bevölkerung
In der Stadt leben etwa 62.000 Einwohner. 50.000 Studenten besuchen die Hochschulen. Das Durchschnittsalter liegt bei 29 Jahren.
| Jahr                       | 1962 | 1968   | 1975   | 1982   | 1990   | 1999   | 2011   | 2021   |
| Einwohner                  | 5273 | 11.618 | 36.769 | 59.527 | 65.320 | 65.042 | 62.681 | 62.067 |
| Quellen: Cassini und INSEE |      |        |        |        |        |        |        |        |

## Politik
Villeneuve-d’Ascq ist eine Hochburg der französischen Linken. Angeführt von den Sozialisten (PS) erzielte die Allianz außerordentliche Wahlergebnisse.

### Städtepartnerschaften
Villeneuve-d’Ascq unterhält Partnerschaften mit folgenden Städten:
- Chaidari, Griechenland, seit 2001 (Kooperation)
- Gatineau, Kanada, seit 1989 (Freundschaft)
- Iași, Rumänien, seit 2006
- La Possession, französische Überseeregion Réunion, seit 1992
- Leverkusen, Deutschland, seit 2005 (Kooperation seit 2001)
- Ouidah, Benin
- Racibórz, Polen
- Stirling, Schottland, Vereinigtes Königreich, seit 1984
- Tournai, Belgien, seit 1994 (Kooperation)

## Kultur und Sehenswürdigkeiten

### Bauwerke

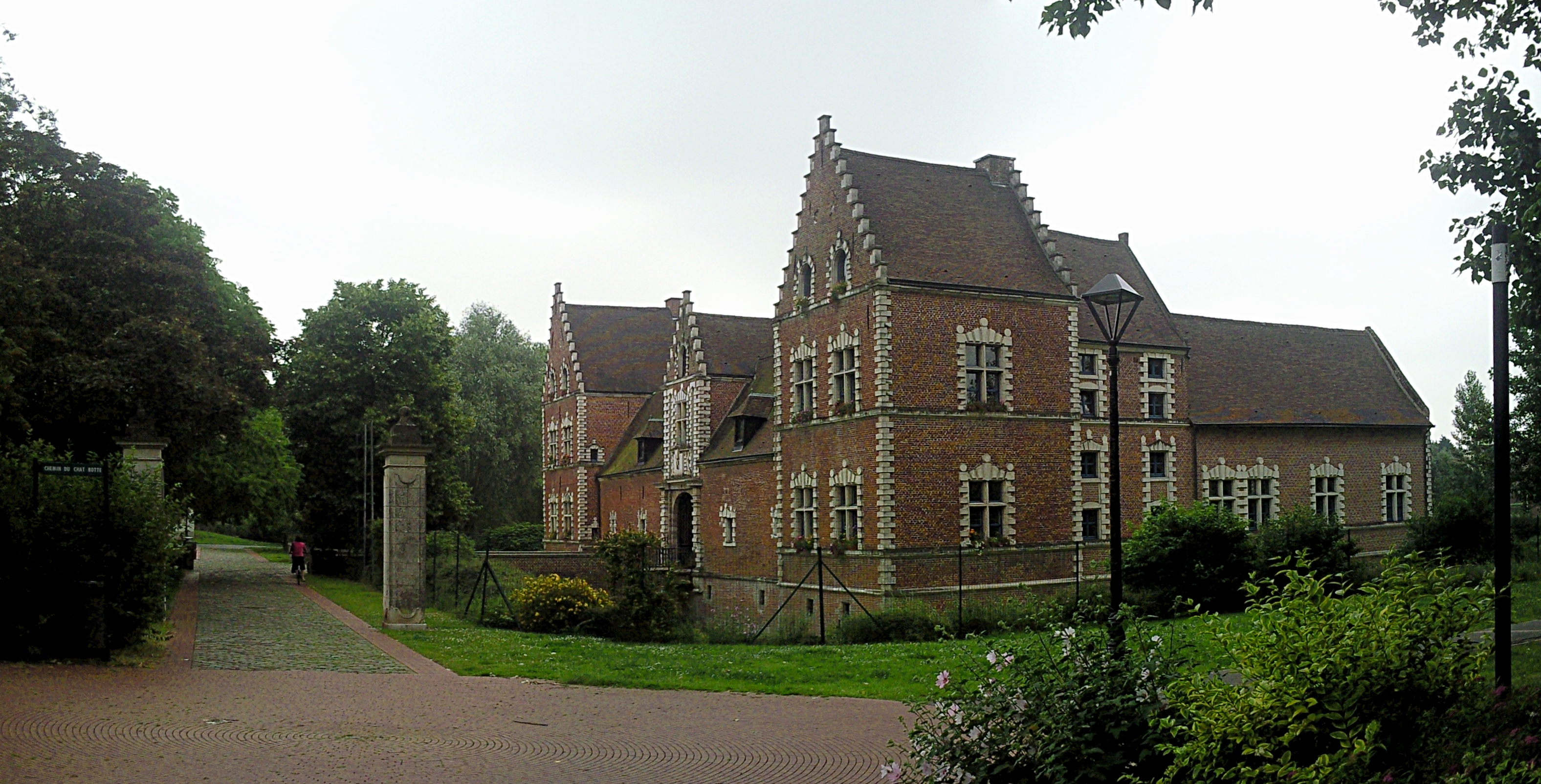
Schloss Flers

Auf dem Stadtgebiet von Villeneuve-d’Ascq stehen zwei Schlösser: das klassizistische Schlösschen Le Sart, das heute als Vereinsheim eines Golfclubs dient, und das aus dem 17. Jahrhundert stammenden Schloss Flers, das in seinem Untergeschoss ein Museum beherbergt.
Seit 1983 besteht das LaM – Lille Métropole, musée d’art moderne, d’art contemporain et d’art brut mit moderner Kunst.
Im Viertel Cousinerie befinden sich zwei Mühlen aus dem 18. Jahrhundert und ein Mühlenmuseum.

### Sport

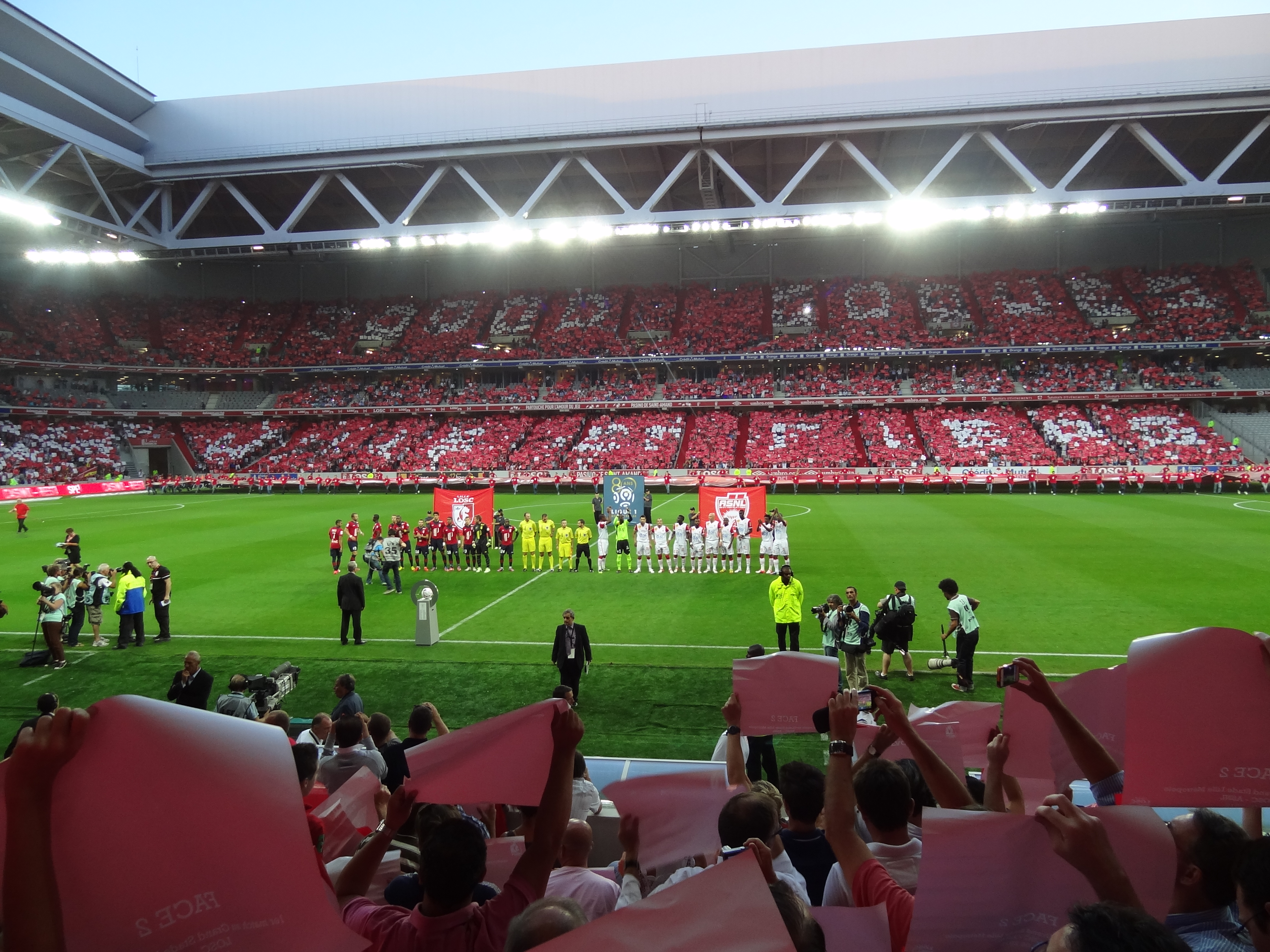
Stade Pierre-Mauroy

Villeneuve-d’Ascq wurde 1996 zur sportlichsten Stadt Frankreichs gewählt. Die Stadt investiert in den Sport mehr als in die Kultur (mehr als zehn Prozent des städtischen Etats). Dazu gehören u. a. 27 Sporthallen, 16 Fußball- und 2 Rugbyplätze, 12 Tennisplätze, 2 Golfplätze.
Der französische Fußball-Erstligist OSC Lille spielt seit 2012 im Stade Pierre-Mauroy in Villeneuve-d’Ascq.
Villeneuve-d’Ascq war einer der Austragungsorte der Rugby-Union-Weltmeisterschaften 1991 und 2023.
Bei den Olympischen Sommerspielen 2024 fand im Stade Pierre-Mauroy die Finalrunde im Handball und die Vorrunde im Basketball statt.

### Archäologischer Park

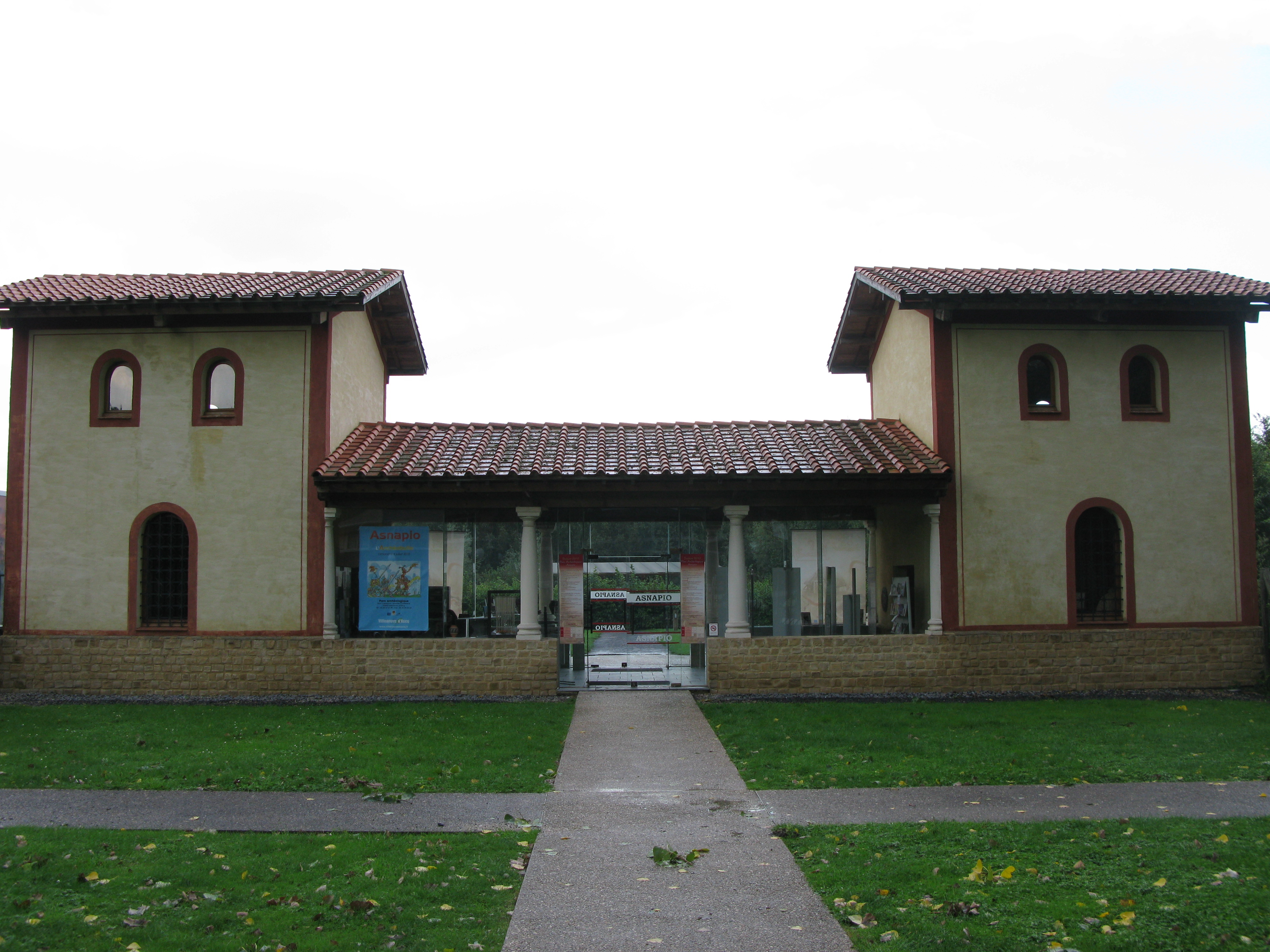
Rekonstruierte gallo-romanische Villa im Parc archéologique Asnapio

Im Parc archéologique Asnapio werden rekonstruierte Ansiedlungen vom Jungpaläolithikum bis zum Mittelalter präsentiert, die sich an Grabungsbefunden aus dem Norden Frankreichs orientieren. Ergänzend bietet das Freilichtmuseum thematische Führungen und Werkstätten an, die an die Methoden der experimentellen Archäologie anknüpfen.

Parc archéologique Asnapio
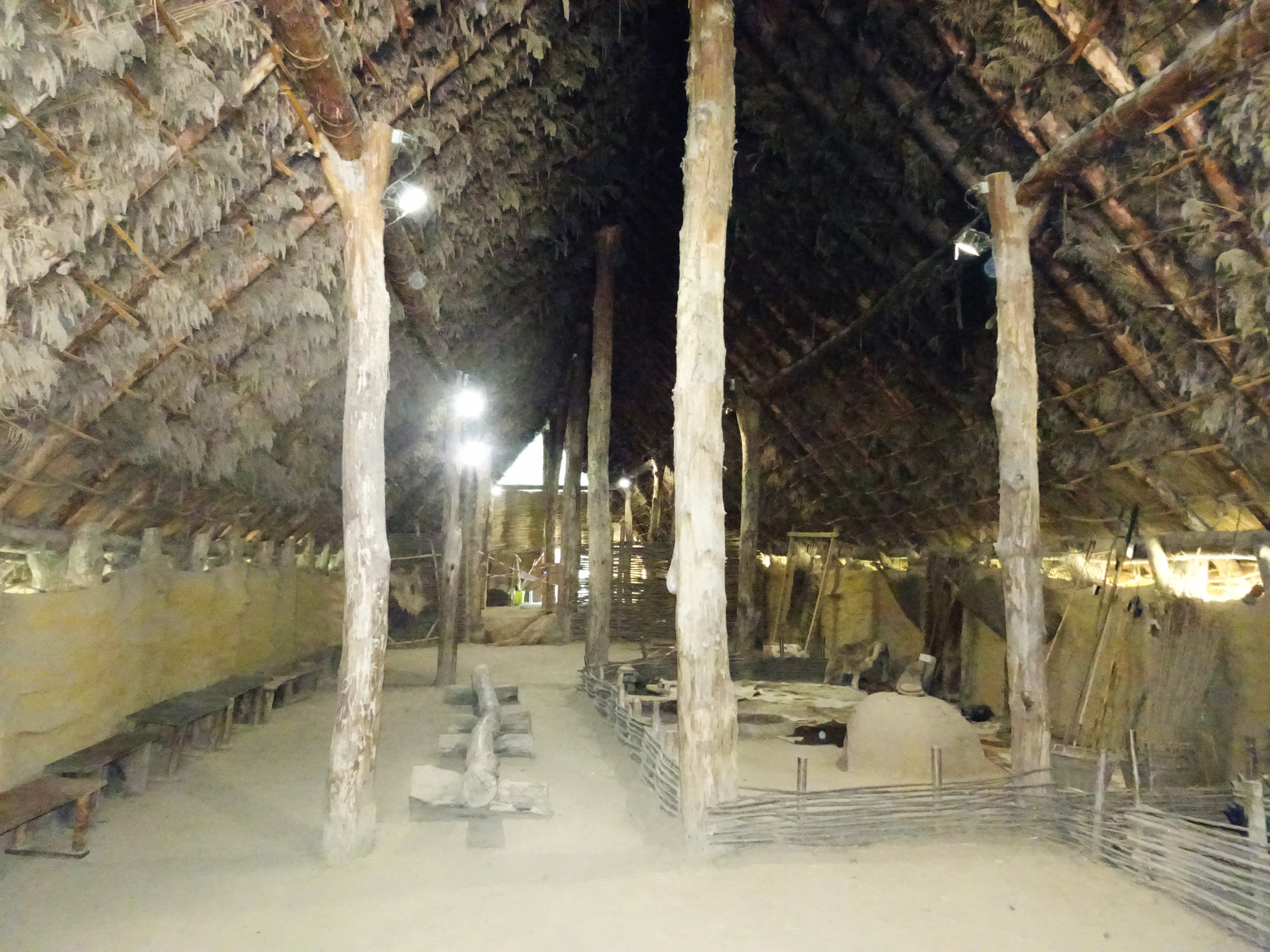
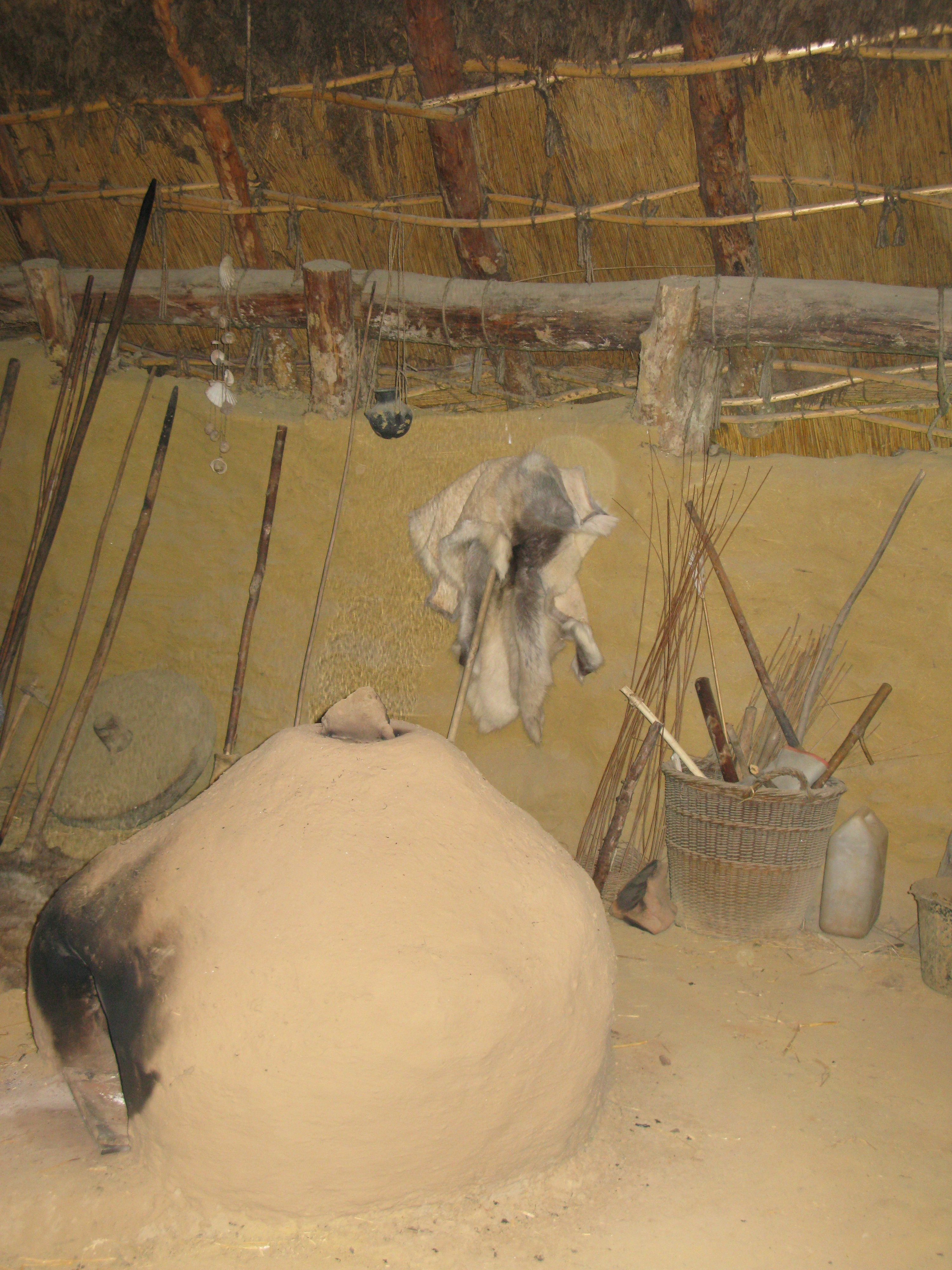
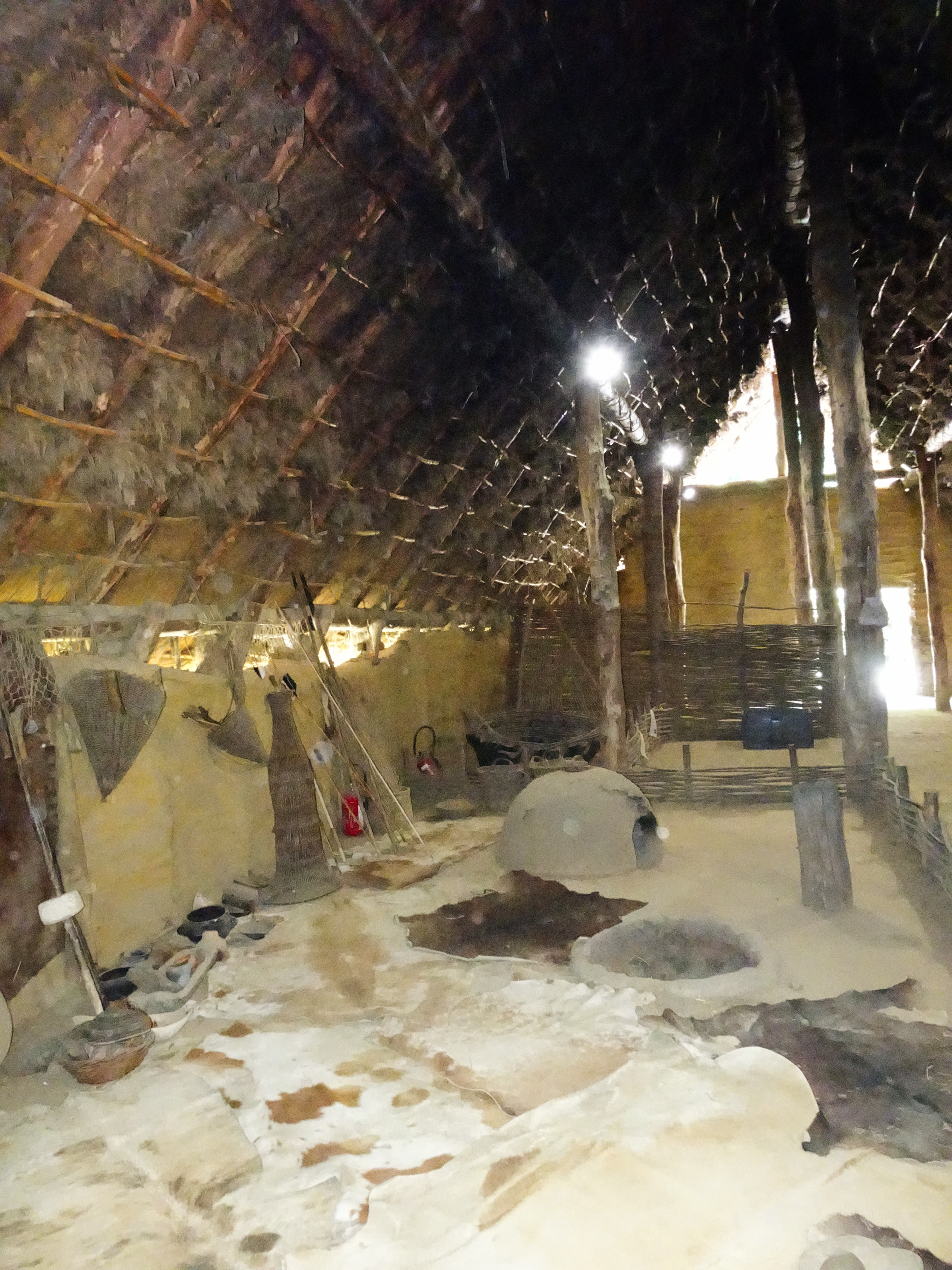
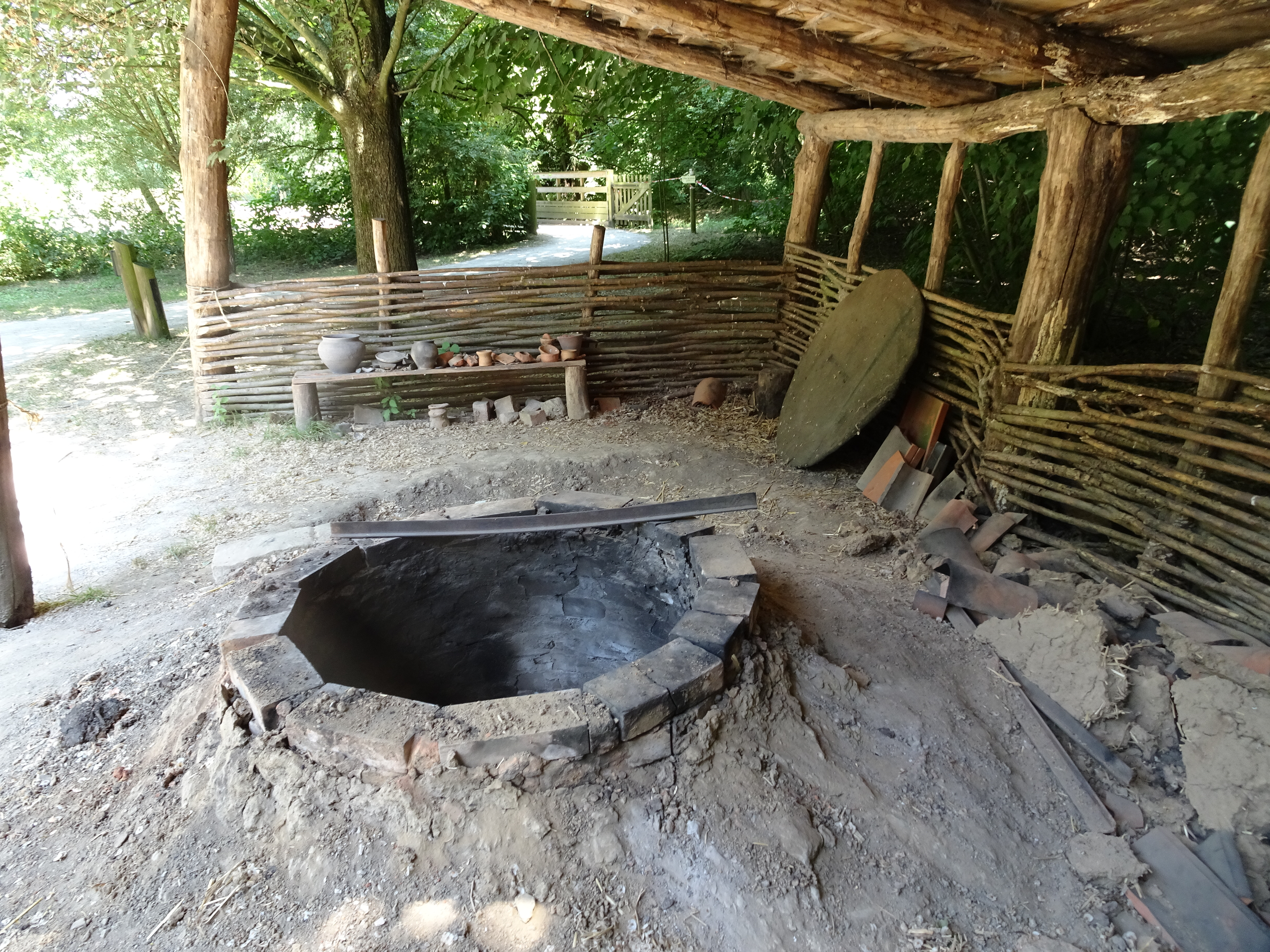
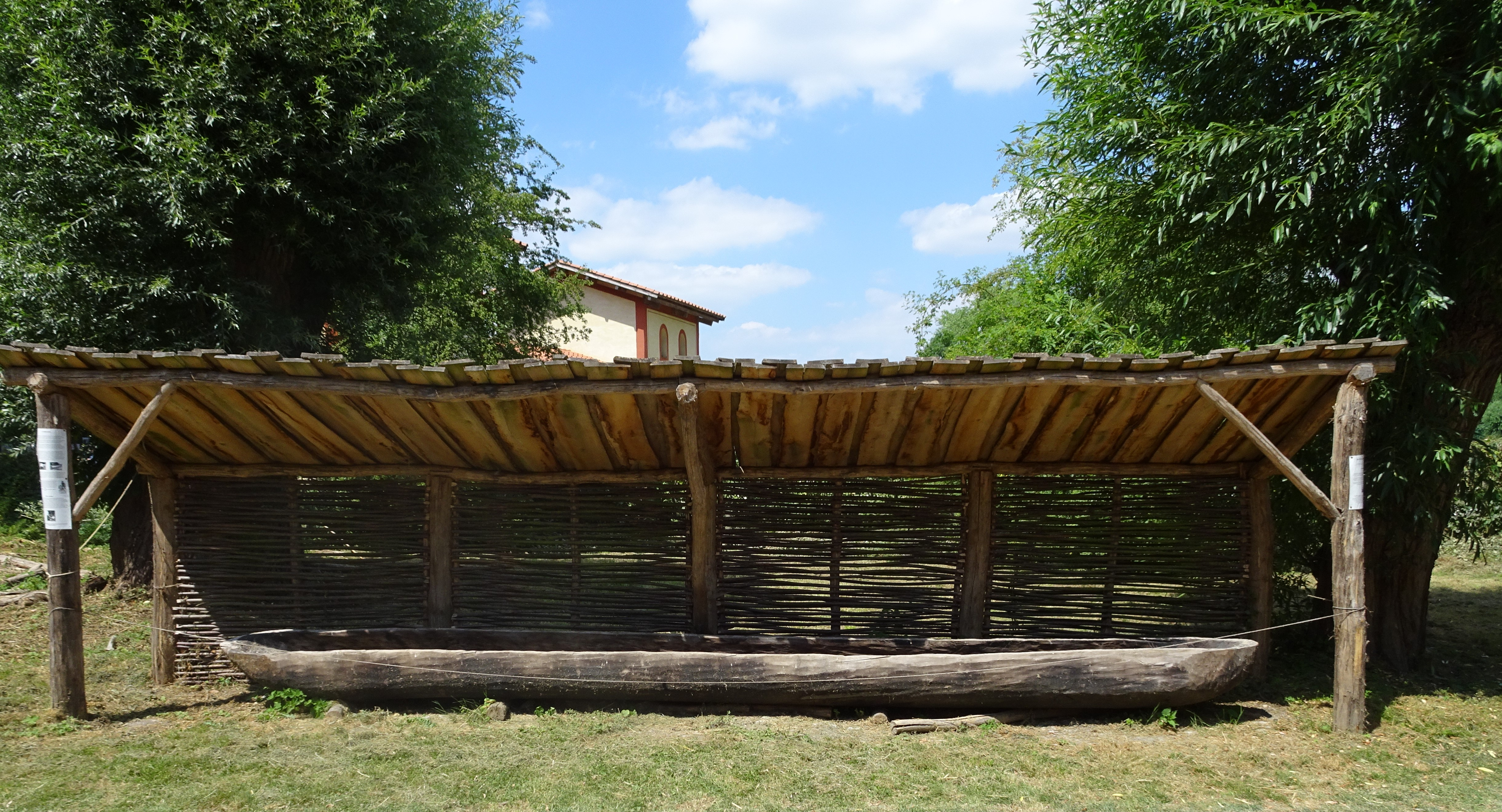

## Wirtschaft und Infrastruktur

### Betriebe und staatliche Strukturen

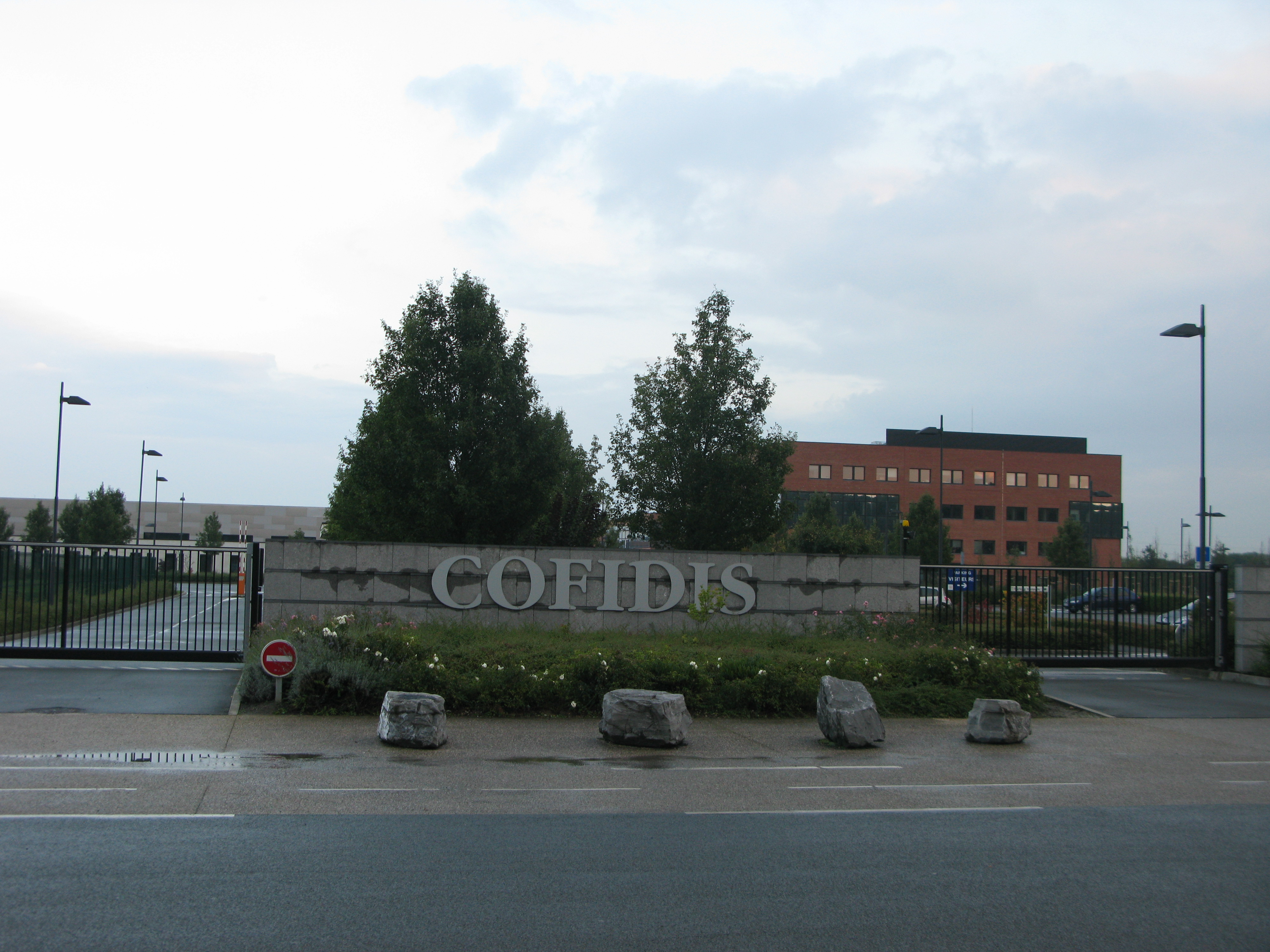
Firmensitz Cofidis

Auf Grund des Platzangebotes haben verschiedene große Betriebe ihren Firmensitz in Villeneuve-d’Ascq. Zudem ist die Stadt ein Forschungsstandort, besonders in der Cité Scientifique (Universität für Wissenschaften) und Haute Borne (Firmensitzviertel). Sehr günstig ist die Lage der Stadt zwischen Benelux und Paris, das mit dem TGV ab Lille-Flandres in 80 Minuten erreicht wird.
Hauptsächlich findet man in Villeneuve-d’Ascq den Firmensitz von Bonduelle, der auf die Verarbeitung von Gemüse spezialisiert ist, den Firmensitz der Kreditbank Cofidis, den Firmensitz des Sportartikelherstellers Decathlon-Oxylane, den Firmensitz der Schokoladen- und Süssigkeitenfabrik Bouquet d’Or, den Firmensitz der handwerklichen Brauerei Moulins d’Ascq und den Firmensitz der Einweggeschirrfabrik Tifany Industrie (Ex-EMP-Fourlegnie). Auch das Sicherheitssoftwareunternehmen NetASQ, die Fastfoodketten Flunch, Les 3 Brasseurs und Pizza Paï sowie die Modekette Pimkie der Association Familiale Mulliez haben hier ihren Sitz.
In Villeneuve-d’Ascq liegt auch der europäische, mittel-östliche und afrikanische Firmensitz des IT-Beraters Softthinks und der europäische Firmensitz und das Forschungs- und Entwicklungszentrum des kanadischen Lebensmittelkonzerns McCain Foods, die französische Einkaufsgemeinschaft der Hypermarkette Auchan, das europäische Forschungs- und Entwicklungszentrum des englischen Lebensmittelkonzerns Tate & Lyle und ein Digitalisierungs- und Datacenter des amerikanischen Technologieunternehmens Xerox.
Villeneuve-d’Ascq übernimmt auch einige Dienste staatlicher Strukturen: unter anderem die Nord-Regionaldirektion des Wetterdienstes Météo-France, ein Quartier der Gendarmerie nationale (dort leben 450 Polizisten und ihre Familien), die Nord-Regionaldirektion des Straßenverkehrs (CRICR) und seit 1998 eine Regionaldirektion des Telefonanbieters Orange, die im Jahr 2005 die dritthöchsten Unternehmenssteuern in der Métropole Européenne de Lille zu zahlen hatte, darüber hinaus ein Datenverarbeitungszentrum (Informatikzentrum) und ein Regionalaufsichtszentrum der Elektrizitätsgesellschaft Électricité de France, das für den nordwestlichen Teil Frankreichs zuständig ist.
Von 1984 bis 1994 lag eine große Kleincomputerfabrik Bull in Villeneuve-d’Ascq da, heute der Decathlon-Oxylane-Firmensitz. Früher stand auch eine chemische Fabrik der Rhône-Poulenc-Gruppe auf einem zehn Hektar großen Gelände, heute das Versandhandelunternehmen 3 Suisses.
Villeneuve-d’Ascq beherbergt im Stadtviertel Recueil die Nord-Regionaldirektion des französischen Instituts für Textilien und Kleidung (Institut français du textile et de l’habillement). Es berät Textilunternehmen bei technologischen und wirtschaftlichen Fragen. In Villeneuve-d’Ascq gibt es insgesamt etwa 2000 Unternehmen.

### Handel und Geschäfte

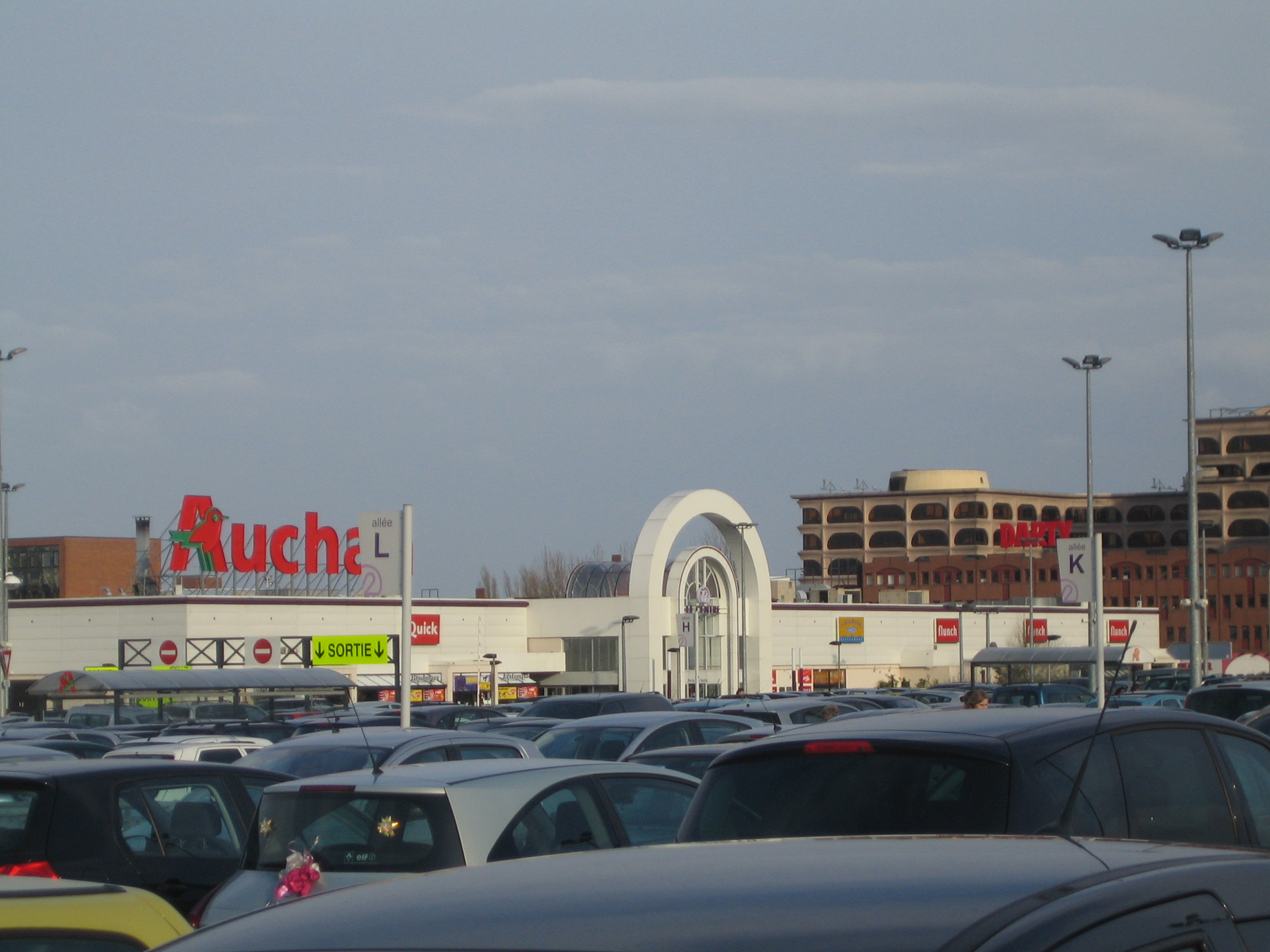
Auchan-V2

Villeneuve-d’Ascq hat zwei große Einkaufszentren. Bei seiner Eröffnung war das V2 der größte Großmarkt nördlich von Paris. Im Jahr 2004 war V2 noch das größte Einkaufsgebiet der Region Nord-Pas-de-Calais. Ein weiteres, noch größeres Einkaufszentrum (Heron Parc) wurde 2009 neben dem V2 eröffnet. Heron Parc hat 13.000 Quadratmeter Verkaufsfläche für viele Unternehmen der Mulliez-Holding, mehrere Restaurants und ein Kino mit zwölf Sälen.

### Bildung

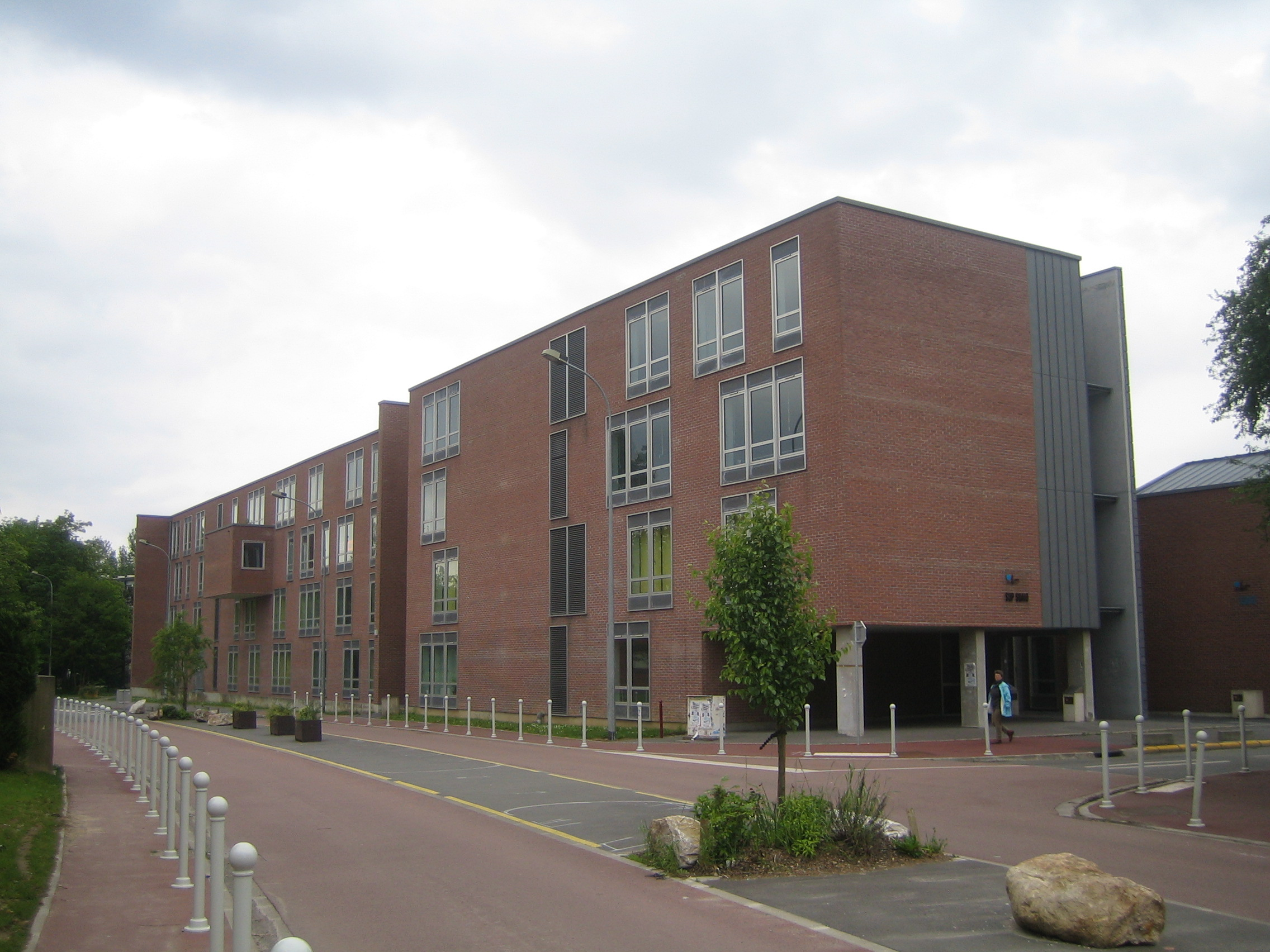
Universität Lille I

Villeneuve-d’Ascq ist das größte Hochschulzentrum der Eurometropole Lille-Kortrijk-Dornick und der Euroregion Lille-Flandern. Die Stadt beherbergt zahlreiche Universitäten und wissenschaftliche Hochschulen (etwa 42.000 Studenten und 2500 Forscher). In der Stadt befinden sich zwei große Universitätsgelände. Zum einen die wissenschaftliche Universität, Universität Lille I: die größte Universität in der Region mit Bezug zur wissenschaftlichen Ausbildung und die größte französische Universität in Bezug auf Fortbildung, zum anderen die Literatur- und humanwissenschaftliche Universität Lille III. An diesen beiden Hochschulen sind beinahe die Hälfte der Studenten der Université Lille Nord de France immatrikuliert.
In Villeneuve-d’Ascq befindet sich auch das Universitätstechnologieinstitut IUT A, darüber hinaus die Baukunst- und Landschaftshochschule von Lille (École nationale supérieure d’architecture et de paysage de Lille) sowie fünf technische Hochschulen: École Centrale de Lille, École nationale supérieure de chimie de Lille, Polytech'Lille (früher EUDIL), Télécom Lille 1 (früher ENIC) und die École supérieure des techniques industrielles et des textiles.
In der Universitätsstadt werden 200 öffentliche und private Labore gezählt, deren 31 mit dem CNRS zusammenarbeiten. In Villeneuve-d’Ascq haben Forschungseinrichtungen mit internationalem Ruf ihren Sitz: IEMN, INRIA Lille, INRETS Lille, ESTAS, LEOST, TRACES, INRA, das tierärztliche Labor, IRIS und ITF-Nord.
Zudem beherbergt die Technologiestadt den europäischen wissenschaftlichen Park Haute Borne mit etwa 150 Hektar nahe der Universität Lille I.

### Verkehr
Nach Brüssel sind es etwa 40 Minuten Reisezeit mit dem TGV, nach Paris eine Stunde und nach London zwei Stunden. Der TGV-Bahnhof Lille-Europe ist vom Zentrum aus in 15 Minuten erreichbar. Die Stadt ist gut an das französische Eisenbahnnetz angebunden.
Die Verbindung ins Zentrum von Lille wird mit der Métro Lille nach dem System VAL hergestellt.
Mehrere französische Autobahnen haben im Großraum Lille Anfangs- bzw. Endpunkt: A 1 (Lille–Paris; E 17), A 22 (Lille–Gent/Belgien), A 23 (Lille–Valenciennes), A 25 (Lille–Dünkirchen) (E 42), A 27 (Lille–Tournai/Belgien).
Der Flughafen Lille bei Lesquin ist über die Autobahn in 10 Minuten erreichbar.

## Persönlichkeiten
- Grégoire Demoustier (* 1991), Autorennfahrer
- Alexis Flips (* 2000), Fußballspieler
- Arthur Gervais (* 2000), Leichtathlet
- Lou Bogaert (* 2004), Fußballspielerin